# Sébété
Sébété è un comune rurale del Mali facente parte del circondario di Banamba, nella regione di Koulikoro.
Il comune è composto da 10 nuclei abitati:
- Bengo
- Bougoula
- Dembabougou
- Fanimbougou
- Korcia
- Sallé
- Sébété
- Seméné
- Sirako Petit
- Siribila